# Smrček

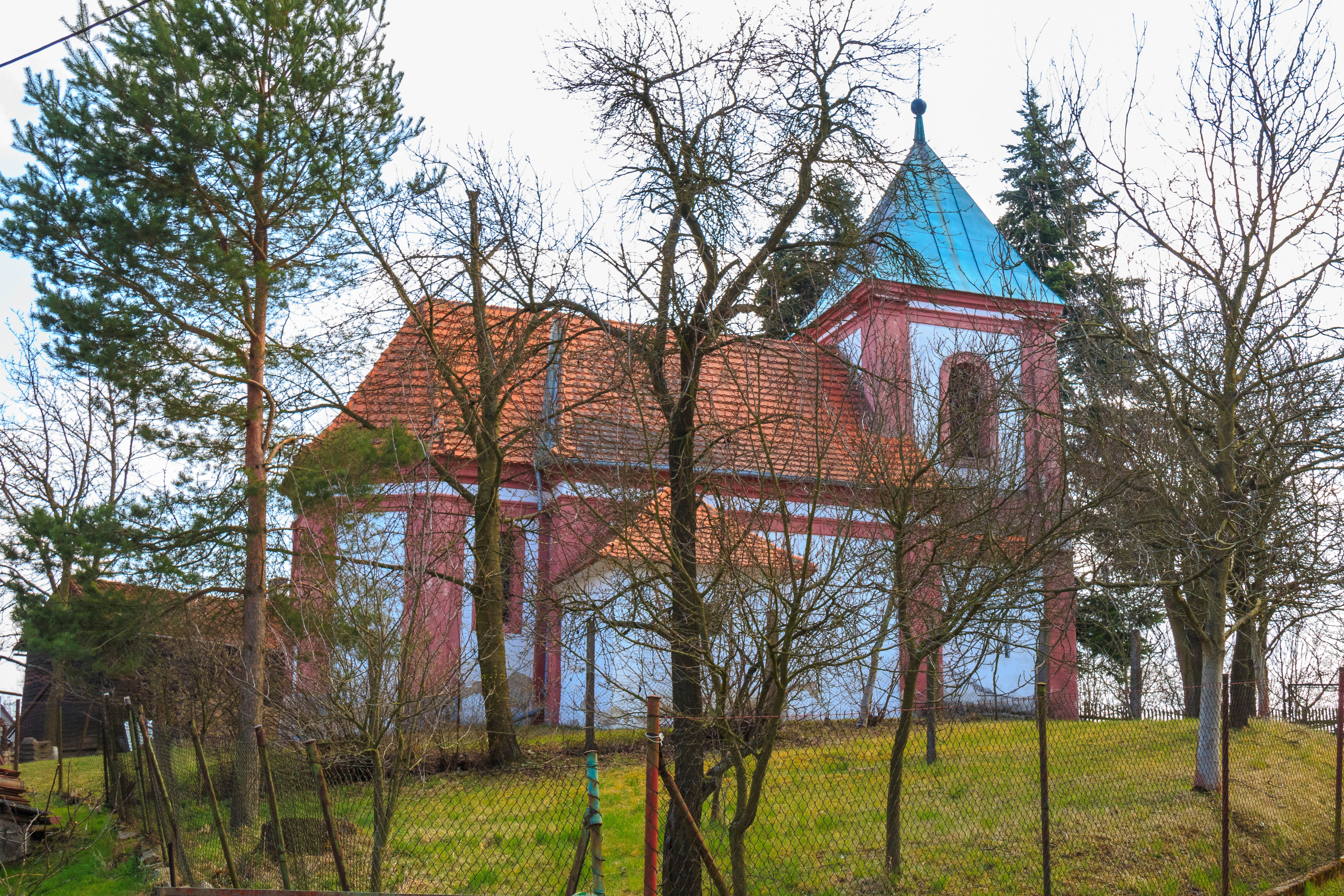
Kirche der hl. Anna

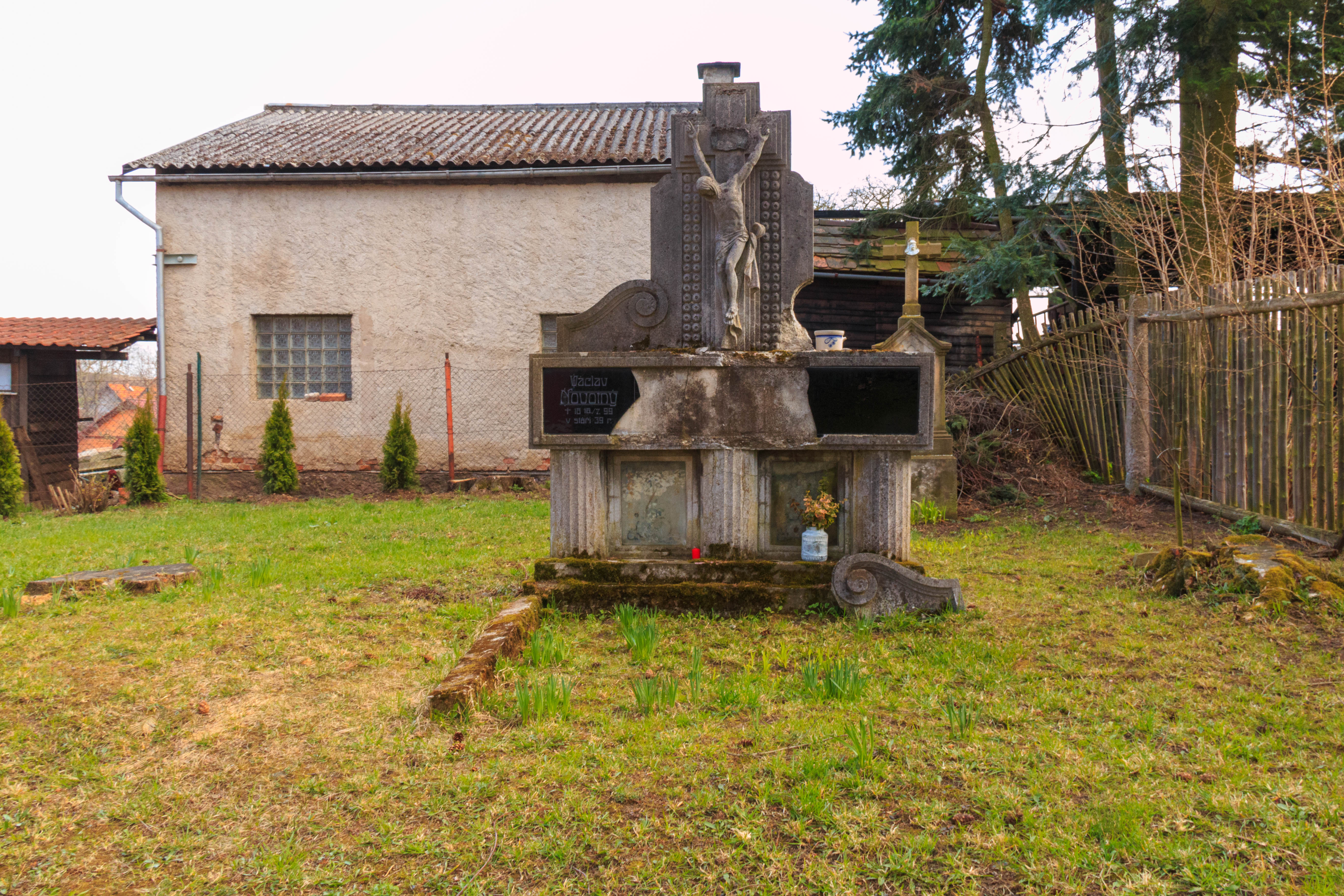
Gefallenendenkmal

Smrček (deutsch Smrtschek, auch Smertschek) ist eine Gemeinde in Tschechien. Sie liegt fünf Kilometer südwestlich von Chrast und gehört zum Okres Chrudim.

## Geographie
Das von Wäldern umgebene Dorf Smrček befindet sich im Quellgrund des Baches Bítovánka im Nordosten des Eisengebirges (Železné hory). Südlich des Dorfes liegen am Fuße der Hořička (385 m n.m.) die Teiche Žďár und Hořička.
Nachbarorte sind Na Špici, U Starého nádraží und Horka im Norden, Silnice im Nordosten, Podskála und Skála im Osten, Hlína und Louka im Südosten, Na Obírce, Na sádkách, Na Perku und Podbošovký Mlýn im Süden, Bošov und Prostějov im Südwesten, Částkov, Březinka, Loučky und Žumberk im Westen sowie Lukavička, Bítovany und Studená Voda im Nordwesten.

## Geschichte
Die erste schriftliche Erwähnung des Ortes erfolgte im Jahre 1344, als Vilém Křeš von Smrček als Zeuge bei der Grenzfestlegung zwischen dem neu gegründeten Bistum Litomyšl und dem Kloster Podlažice auftrat. Die Feste Smrček erlosch während der Hussitenkriege und wurde 1441 durch Apolon von Křivan neu aufgebaut. Zum Ende des 15. Jahrhunderts erwarben die Herren Záruba von Hustířan das Gut Smrček und schlossen es an die Herrschaft Žumberk an. Rudolf Freiherr von Lissa, der die Herrschaft Žumberk 1694 von den Záruba von Hustířan erworben hatte, verkaufte sie 1701 zusammen mit dem Gut Libanitz an Joseph Franz von Schönfeld. Dieser vereinigte beide Güter mit der Herrschaft Nassaberg. Mit seinem Tod erlosch 1737 das Grafengeschlecht von Schönfeld im Mannesstamme; seine Tochter und Universalerbin Maria Katharina heiratete 1746 Johann Adam von Auersperg, der 1753 nach dem Tod seiner Frau die Herrschaft Nassaberg erbte. 1795 übernahm Johann Adams Neffe Karl Joseph Franz von Auersperg die Herrschaft für Johann Adams Adoptivsohn und Universalerben Vincenz von Auersperg (1790–1812). Da dieser kurz nach Erreichen der Volljährigkeit verstarb, verwaltete Karl Joseph Franz von Auersperg bis zu seinem Tode im Jahre 1822 zusammen mit der Witwe Gabriela Maria, geborene von Lobkowitz, die Herrschaften Nassaberg, Schleb und Tupadl für den minderjährigen Sohn Vincenz Karl Joseph von Auersperg (1812–1867). 
Im Jahre 1835 bestand das im Chrudimer Kreis gelegene Dorf Smrtschek bzw. Smerček aus 25 Häusern, in denen 191 Personen lebten. Im Ort gab es die öffentliche Kapelle der hl. Anna, einen Meierhof und eine Schäferei; abseits lag das Forsthaus Hořička. Pfarrort war Schumberg. Bis zur Mitte des 19. Jahrhunderts blieb Smrtschek der Herrschaft Nassaberg untertänig.
Nach der Aufhebung der Patrimonialherrschaften bildete Smrček ab 1849 einen Ortsteil der Marktgemeinde Žumberk im Gerichtsbezirk Nassaberg. Ab 1868 gehörte das Dorf zum politischen Bezirk Chrudim. 1869 hatte Smrček 218 Einwohner. Zum Ende des 19. Jahrhunderts löste sich Smrček von Žumberk los und bildete eine eigene Gemeinde. Im Jahre 1900 lebten in Smrček 224 Personen, 1910 waren es 207. 1964 wurde Smrček nach Horka eingemeindet. Seit dem 1. Januar 1992 besteht die Gemeinde Smrček wieder. Am 28. Februar 2017 wurde die Siedlung Smrček-Na sádkách zum Ortsteil erklärt.

## Gemeindegliederung
Die Gemeinde Smrček besteht aus den Ortsteilen Smrček (Smrtschek) und Smrček-Na sádkách. Zu Smrček gehören zudem die Wohnplätze Na Obírce und Hořička.
Das Gemeindegebiet bildet den Katastralbezirk Smrček u Žumberku.

## Sehenswürdigkeiten
- Kirche der hl. Anna, seit 1349 nachweisbar. Der ursprünglich gotische Bau wurde später barock umgestaltet. Die Kirche ist seit 2015 Eigentum der Gemeinde, die seitdem mit einer schrittweisen Sanierung begann.
- Gedenkstein für die Gefallenen des Ersten Weltkrieges auf dem Dorfplatz

## Persönlichkeiten
- Libor Hájek (* 1998), Eishockeyspieler